# قهرمان‌ها (مجموعه تلویزیونی)
قهرمان‌ها (به انگلیسی: Heroes) نام مجموعهٔ تلویزیونی علمی تخیلی ساخته‌شده توسط تیم کرینگ و شبکهٔ ان‌بی‌سی است که نخستین بار در ۲۵ سپتامبر ۲۰۰۶ پخش شد. این مجموعه به شرح زندگی انسان‌های عادی می‌پردازد که قدرت‌های فرا-انسانی و خارق‌العادهٔ خود را کشف می‌کنند. سبک داستان‌سرایی این مجموعه همانند کتاب‌های کمیک آمریکایی است، که با استفاده از چند اپیزود دارای داستان‌های مختلف به شرح داستانی بزرگتر می‌پردازد. تهیه‌کنندگی این سری را شرکت تیل‌ویند تیم کرینگ برعهده گرفت است. بیشتر فیلمبرداری این مجموعه در لس آنجلس انجام شده‌است.
اولین فصل قهرمان‌ها در ۲۸ اوت ۲۰۰۷ روی دی‌وی‌دی عرضه شد و از بین ۱۴۲ مجموعهٔ تلویزیونی آمریکایی رتبهٔ ۲۱م را به دست آورد. فصل دوم آن رتبهٔ ۲۱ را در بین ۲۲۰ مجموعه گرفت و در ۲۶ اوت ۲۰۰۸ روی بلوری و دی‌وی‌دی عرضه شد. فصل سوم آن در ۲۲ سپتامبر ۲۰۰۸ آغاز گردید و چهارمین فصل در ۲۱ سپتامبر ۲۰۰۹. پس از آن مجموعه متوقف شد و ان‌بی‌سی به‌طور رسمی این پروژه را منحل کرد.
در ۲۴ سپتامبر ۲۰۱۵، ان‌بی‌سی اعلام کرد که مجموعه را دوباره تحت نام قهرمان‌ها: تولد دوباره ادامه خواهد داد.

## اپیزودها

### خلاصهٔ داستان
طرح داستان قهرمان‌ها به‌طوری طراحی شده‌است که داستان را به سبک کتاب‌های کمیک بازگو کند. هر فصل از قهرمان‌ها شامل یک یا دو «جلد» (Volume) می‌باشد. در هر جلد، چندین داستان اصلی و داستان‌های فرعی دیگر وجود دارند. با گسترش آرام داستان اصلی، داستان‌های فرعی نیز به آن پوشش داده و آن را کامل می‌کنند. هر یک از شخصیت‌های اصلی به‌طور جداگانه توسعه یافته و با گذشت زمان را خود را پیدا کرده و در طول داستان به یکدیگر ارتباط داده می‌شوند؛ بنابراین داستان اصلی این مجموعه به شرح زندگی انسان‌های عادی می‌پردازد که قدرت‌های فوق‌العاده و فرا-انسانی خود را کشف می‌کنند و بازگو می‌کند که چگونه این توانایی‌ها زندگی روزمره این شخصیت‌ها را تحت تأثیر قرار می‌دهد.

#### فصل اول
فصل اول سریال، معروف به «جلد اول: پیدایش»، با یک گروه عادی از انسانها آغاز می‌شود که به تدریج فرا می‌گیرند که دارای توانایی‌های خاص هستند. داستان به همین‌گونه گسترش می‌یابد و نشان می‌دهد که این قدرت‌ها چه تأثیری روی زندگی شخصی و حرفه‌ای این افراد دارد. در همین حال، چند فرد معمولی ریشه و میزان این توانایی‌ها را بررسی می‌کنند. موهیندر سورش (سندهیل رامامورثی)، متخصص و پژوهش‌گر ژنتیکی هندی در حال ادامهٔ تحقیقات پدرش در این زمینه، که قبلاً در ایالات متحده کشته شده‌است، می‌باشد؛ در همین زمان نوحا بنت (جک کولمن) به عنوان نمایندهٔ ارشد یک شرکت نیمه‌دولتی مخفی (درپوشش شرکت کاغذسازی پرایماتک) که فقط از آن به عنوان «The Company» یاد می‌شود، کار می‌کند و وظیفه‌اش کنترل و در صورت لزوم، کشتن کسانی است که دارای قدرت هستند. هر یک از قهرمان‌ها زمانی کوتاه برای روبرویی با توانایی‌ها و قدرت‌ها ویژهٔ خود دارد و باید در آینده‌ای نزدیک سهم خود را برای جلوگیری از نابودی جهان، که به عنوان انفجاری در کربی پلازا در شهر نیویورک پیش‌بینی شده‌است، ایفا کنند تا جلوی آن را بگیرند. شعار اصلی و به‌یاد ماندنی این فصل «چیرلیدر را نجات‌بده، دنیا نجات می‌یابد» (به انگلیسی: Save the cheerleader, save the world) می‌باشد که در طول این فصل و حتی فصل‌های دیگر بارها تکرار می‌شود.

#### فصل دوم
فصل دوم این سریال، معروف به «جلد دوم: نسل‌ها»، چهار ماه پس از حوادث کربی پلازا آغاز می‌شود. داستان اصلی این فصل به پژوهش کمپانی در مورد «ویروس شانتی» می‌پردازد. در یک فلاش بک به سال ۱۹۷۷ مشخص می‌شود که این تحقیق توسط بنیانگذاران کمپانی، که هویت‌شان در نهایت افشا می‌شود، آغاز شده تا اثرات گونه‌های مختلف این ویروس روی انسان و فرا-انسان‌ها را بررسی کنند. این ویروس به صورت یک جنگ‌افزار درآمده و در پرایماتک قفل شده‌است. در این فصل قهرمان‌ها با هم به تلاش برای جلوگیری از انتشار این ویروس کشنده و همه‌گیری جهانی این بیماری هستند.

#### فصل سوم
بخش اول از فصل سوم به نام «جلد سوم: تبه‌کاران» است. این جلد با تلاش ناموفق برای ترور نیتن پترلی (ادریان پاسدار) آغاز می‌شود. وی که یک سیاست‌مدار قدرتمند است و قابلیت پرواز کردن را دارد، هویت اصلی خود را مخفی نگه داشته‌است. در همین حال، تبه‌کاران بسیاری از محدوده دارای حداکثر امنیت سطح ۵ پرایماتک می‌گریزند و نوحا بنت تلاش برای گرفتار کردن آن‌ها می‌کند. آرتور پترلی (رابرت فورستر)، پدر نیتن و پیتر از آسیب‌های عصبی سیستمیک بهبود می‌یابد و با هدف ایجاد یک فرمول برای دادن توانایی‌های برتر به مردم عادی است. بخش دوم از فصل سه، «دوره چهارم: فراری‌ها»، چگونگی تلاش ناموفق نیتن برای تولید دوباره این فرمول، تخریب پرایماتک و تلاش نیتن برای دستگیری تمام انسان‌های دارای قدرت را بازگو می‌کند. در همین فصل نیتین توسط سایلر کشته می‌شود اما چون او یک چهرهٔ برجستهٔ سیاسی است، مادر نیتن آنجلا پترلی (کریستین رز) به مت پارکمن (گرگ گرانبرگ)، که قدرت تسخیر بر ذهن مردم را دارد، دستور می‌دهد که به تغییر ذهن سایلر به‌طوری نفوذ کند که او باور کند که نیتن است. از آنجا که سایلر انسان‌ها زیادی را کشته و قدرت‌هایشان را گرفته بود، می‌تواند به شکل نیتن پترلی درآمده و با افکار فریب‌داده‌شده فکر می‌کند که نیتن است. همچنین هر بار که چیزی از وسایل نیتن را لمس می‌کند، تمام تاریخچهٔ آن را به صورت حافظهٔ خودش می‌بیند. این کار تأثیرات جانبی منفی زیادی داشت و باعث شد که نیتن (سایلر) هر روز مشکوک‌تر به زندگی خودش شود که در نهایت در فصل چهارم منجر پی بردن او از بین موضوع، خودکشی و رهایی سایلر شد.

#### فصل چهارم
نام فصل چهارم این سریال «جلد پنجم: رستگاری» می‌باشد و شش هفته پس از حوادث فصل سه اتفاق می‌افتد. قهرمانان سعی می‌کنند که به زندگی معمولی خود برگردند. پیتر به شغل خود به عنوان امدادگر برمی‌گردد و کلیر وارد دانشگاه می‌شود. بدن سایلر در حال بازپس‌گیری توانایی‌های خود می‌باشد و هنوز فکر می‌کند نیتن پترلی است. ذهن اصلی سایلر در ذهن مت پارکمن به دام افتاده‌است و پس از مدتی کنترل بدن مت را زیر نظر می‌گیرد. در همین حال، هیرو که در حال مقابله با یک تومور مغزی است قادر به کنترل قدرت خود نیست. یک گروه کارناوال که رهبر آن‌ها ساموئل است، تلاش برای جذب افراد دارای قدرت می‌کند. ساموئل ادعا می‌کند که در حال ایجاد یک جامعه برای افراد خاص است که همه در آن همهٔ آن‌ها با احترام و آرامش زندگی خواهند کرد. اما در حقیقت، او با گردهم آوردن انسان‌های دارای قدرت به توانایی‌های خود افزایش می‌دهد، زیرا قدرت او فقط هنگامی قوی است که تعداد زیادی از انسان‌های دارای قدرت نیز در اطراف باشند. با این نقشه او تلاش به گردهم آوردن انسان‌های فوق‌العاده و نشان‌دادن آن به جهانیان می‌کند و در همین حال قصد کشتن هزاران انسان بی گناه را می‌کند. پایان این فصل با یکجا شدن سایلر و پیتر همراه است که با هم به نبرد ساموئل درآمده کار او را متوقف می‌کنند. در آخرین اپیزود فصل به نام «دنیای قشنگ نو»، که در پایان آن پس از متوقف کردن ساموئل، کلیر در مقابل دوربینهای تلویزیونی خبرنگاران و عکاسان و بسیاری از مردم از بالای چرخ و فلک به پایین می‌پرد و هویت اصلی خود و دیگران را افشا می‌کند تا جهانیان به وجود آن‌ها پی ببرند.

#### فصل پنجم (تولد دوباره)
قهرمان‌ها: تولد دوباره ۴ سال بعد از این حادثه در سال ۲۰۱۴ اتفاق می‌افتد که حال تمام انسان‌های دنیا در وجود انسان‌های دارای قدرت مطلع هستند. داستان این مجموعه در سال ۲۰۱۵ انجام می‌شود اما به صورت کلی اشاره به حادثهٔ ۱۴ ژوئن ۲۰۱۴ دارد که یک حادثهٔ تروریستی در اودسا، تگزاس رخ داده و باعث قتل تعداد زیادی از انسان‌ها می‌شود. این بمب‌گذاری توسط دولت به انسان‌های دارای قدرت (EVOs) نسبت داده‌شده و سرپرستی تمام حرکات تروریستی را به دکتر موهیندر سورش ارتباط می‌دهند. از این رو دولت تصمیم به دستگیری و کشتار این انسان‌ها می‌کند. نوحا بنت حافظه‌اش از این روز پاک شده و تحت یک نام جعلی در یک شرکت ماشین‌فروشی کار می‌کند. بسیاری از اطرافیان افراد دارای قدرت به خصوص کونتین (هنری زربووسکی) که خواهرش نیز از سوی دولت متهم به بمب‌گذاری شده، این اتهامات را قبول ندارند و به دنبال جوابی برای این حوادث می‌گردند. کونتین، پس از آشنایی با نوحا بنت و یافتن چند سرنخ، با نوحا به یک مطب چشم‌پزشک می‌روند و متوجه می‌شوند که رنه (هائیتی) در آن‌جا کار می‌کند. پس از روبرویی با او، رنه به صورت ناگهانی اقدام به کشتن نوحا می‌کند اما پس از یک کشمکش رنه از سوی نوحا شلیک می‌شود. نوحا بی‌صبرانه از رنه می‌پرسد که چرا قصد قتل او را داشت، و او جواب می‌دهد که خود نوحا پس از حادثه ۱۳ ژوئن اودسا به پیش او آمده بود و تقاضای پاک کردن حافظه‌اش را کرده‌بود و از او خواسته بود که حتی اگر خودش روزی پیش او بیاید و حقیقت رو جویا شود، رنه باید او را بکشد، زیرا در این روز حتی دختر نوحا بنت (کلیر بنت (هایدن پانتیر)) نیز کشته شده‌است؛ پس از آن رنه می‌میرد و نوحا با واقعیت دیگری روبرو می‌شود که باید دریابد چه اتفاقی واقعاً در این روز افتاده‌است و همراه با کونتین به دنبال جوابی برای مرگ کلیر و صدها انسان دیگر در ۱۳ ژوئن می‌گردد. بعد از مدتی متوجه می‌شود که کلیر در پی زایمانی سخت جان خود را از دست داده‌است و اکنون نوحا دو نوه به نام‌های نیتن و مالینا دارد که نجات دنیا به دست آنان است.

## شخصیت‌ها و بازیگران

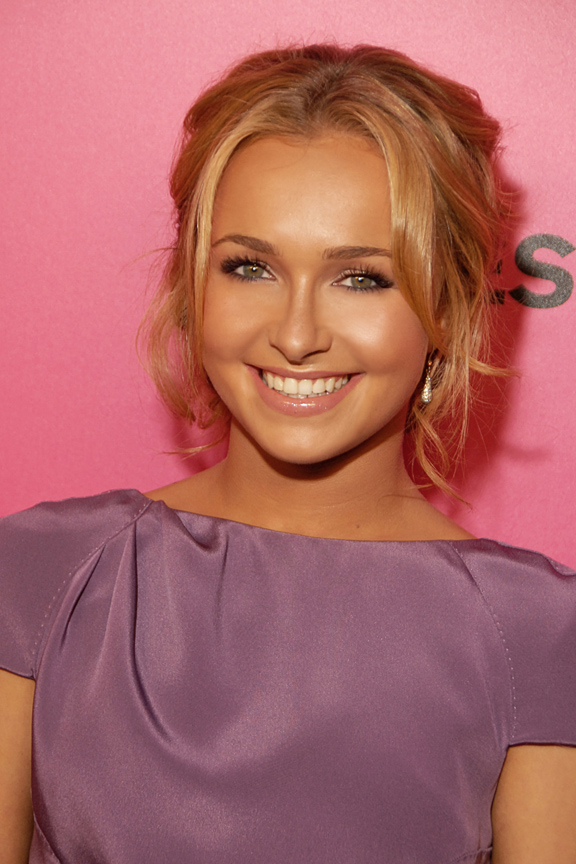
هیدن پنیتیر در قهرمان‌ها در نقش کلیر بنت ظاهر شد.

| بازیگر              | شخصیت         | اجراها   | اجراها       | اجراها       | اجراها       | اجراها                |
| بازیگر              | شخصیت         | فصل ۱    | فصل ۲        | فصل ۳        | فصل ۴        | قهرمان‌ها: تولد دوباره |
| ------------------- | ------------- | -------- | ------------ | ------------ | ------------ | --------------------- |
| جک کولمن            | نوحا بنت      | نقش اصلی | نقش اصلی     | نقش اصلی     | نقش اصلی     | نقش اصلی              |
| هیدن پنیتیر         | کلیر بنت      | نقش اصلی | نقش اصلی     | نقش اصلی     | نقش اصلی     |                       |
| ماسای اوکا          | هیرو ناکامورا | نقش اصلی | نقش اصلی     | نقش اصلی     | نقش اصلی     | بازیگر مهمان          |
| میلو ونتیمیگلیا     | پیتر پترلی    | نقش اصلی | نقش اصلی     | نقش اصلی     | نقش اصلی     |                       |
| گرگ گرانبرگ         | مت پارکمن     | نقش اصلی | نقش اصلی     | نقش اصلی     | نقش اصلی     | بازیگر مهمان          |
| سندهیل رامامورثی    | موهیندر سورش  | نقش اصلی | نقش اصلی     | نقش اصلی     | نقش اصلی     | بازیگر مهمان          |
| ادریان کیوان پاسدار | نیتن پترلی    | نقش اصلی | نقش اصلی     | نقش اصلی     | نقش اصلی     |                       |
| زکری کینتو          | سایلر         | نقش اصلی |              |              |              |                       |
| نوحا گری-کیبی       | مایکا سندرز   | نقش اصلی | نقش اصلی     | نقش مجدد     |              | بازیگر مهمان          |
| الی لارتر           | نیکی سندرز    | نقش اصلی | نقش اصلی     | بازیگر مهمان |              |                       |
| الی لارتر           | تریسی         |          |              | نقش اصلی     | نقش اصلی     |                       |
| لئونارد رابرتس      | دی‌ای هاوکنیز  | نقش اصلی | بازیگر مهمان |              |              |                       |
| سانتیاگو کاباررا    | آیزاک مندز    | نقش اصلی |              |              | بازیگر مهمان |                       |
| تاونی سایپرس        | سیمون         | نقش اصلی |              |              |              |                       |
| جیمز کایسون لی      | آندو          | نقش مجدد | نقش اصلی     | نقش اصلی     | نقش اصلی     |                       |
| کریستین رز          | آنجلا پترلی   | نقش مجدد | نقش مجدد     | نقش اصلی     | نقش اصلی     | بازیگر مهمان          |
| دانیا رامیرز        | مایا          |          | نقش اصلی     | نقش اصلی     |              |                       |
| دیوید آندرس         | آدام          |          | نقش اصلی     | بازیگر مهمان | بازیگر مهمان |                       |
| کریستن بل           | الی           |          | نقش اصلی     | بازیگر مهمان | بازیگر مهمان |                       |
| دانا دیویس          | مونیکا        |          | نقش اصلی     |              |              |                       |
| رابرت نپر           | سموئل         |          |              |              | نقش اصلی     |                       |
| روبی کی             | تامی کلارک    |          |              |              |              | نقش اصلی              |
| زکری لی‌وای          | لوک کالینز    |          |              |              |              | نقش اصلی              |
| جودی شکونی          | ژوان کالینز   |          |              |              |              | نقش اصلی              |
| گاتلین گرین         | امیلی         |          |              |              |              | نقش اصلی              |
| هنری زبرووسکی       | کونتین        |          |              |              |              | نقش اصلی              |
| رایان گازمن         | کارلوس        |          |              |              |              | نقش اصلی              |
| ریا کایهلستد        | اریکا دیوید   |          |              |              |              | نقش اصلی              |
| کی‌کی سوکزین         | مایکو اوتومو  |          |              |              |              | نقش اصلی              |
| دانیکا یاروش        | مالینا        |          |              |              |              | نقش اصلی              |